# Energie Südbayern
Energie Südbayern ist ein überregional agierender Energiedienstleister. Die Energielieferung, der Energiehandel, der Betrieb von Energienetzen und die Energieerzeugung bilden die Geschäftsfelder des Unternehmens sowie seiner Töchter und Beteiligungen.

## Tochtergesellschaften

### ESB Wärme GmbH
Die ESB Wärme GmbH  ist eine 100%ige Tochtergesellschaft der Energie Südbayern GmbH und bündelt seit 2003 die Contracting-Angebote. Die ESB Wärme GmbH ist Partner für Contracting-Lösungen und Dienstleistungsangebote im Bereich der Wärme- und Kälteversorgung. Mit ESB Wärme erhalten Kunden Wärme, Kälte, Klima, Dampf und Strom. Realisiert werden konventionelle Anlagen mit Erdgas-Brennwerttechnik oder Biomasse ebenso wie Anwendungen mit Blockheizkraftwerken oder Gaswärmepumpen.

### Energienetze Bayern GmbH & Co. KG
Die Energienetze Bayern GmbH & Co. KG ist die Netzgesellschaft im Unternehmensverbund des regionalen Energieversorgers Energie Südbayern GmbH und der größte regionale Gasverteilnetzbetreiber in Südbayern. Sie bietet Dienstleistungen rund um den Betrieb von Versorgungsnetzen an. Über das Leitungsnetz mit über 9.060 Kilometern Länge transportiert Energienetze Bayern jährlich rund 20 Milliarden Kilowattstunden Erdgas zu Stadtwerken, anderen Netzbetreibern sowie Industrie-, Gewerbe- und Privatkunden in Ober- und Niederbayern.

### Verbundene und beteiligte Unternehmen
Die ESB hat mit zahlreichen Stadtwerke weitere Tochtergesellschaften gegründet, die für den Netzbetrieb und Energievertrieb teilweise zuständig sind. In der nachfolgenden Tabelle die jeweiligen Tochtergesellschaften, Stand 31. Dezember 2021:

#### Verbundene Unternehmen
- Energienetze Bayern GmbH & Co. KG, München
- Energienetze Bayern Management GmbH, München
- Energienetze Fürstenfeldbruck GmbH & Co. KG, Fürstenfeldbruck
- Energienetze Fürstenfeldbruck Verwaltung GmbH, Fürstenfeldbruck
- Energieversorgung Inn-Salzach GmbH, Mühldorf am Inn
- ESSB Beteiligungsgesellschaft mbH, München
- ESB Erneuerbare Energien GmbH, München
- ESB Wärme GmbH, München
- EVIS-Netz Beteiligungs-GmbH, Mühldorf am Inn
- Gasnetz Traunreut GmbH & Co. KG, Traunreut
- Gasnetz Traunreut Verwaltung GmbH, Traunreut
- HRS Ingenieur- und Rohrleitungsbau GmbH, Au in der Hallertau
- KomEE GmbH & Co. KG, München
- KomEE Verwaltungsgesellschaft mbH, München
- Kommunale Energienetze Inn-Salzach GmbH & Go. KG, Mühldorf am Inn
- Tegernseer Energiegesellschaft mbH & Co. KG, Tegernsee[2]
- Tegernseer Energie Management GmbH, Tegernsee

#### Beteiligte Unternehmen
- Abens-Donau Energie GmbH, Mainburg
- Ammer Loisach Energie GmbH, Oberammergau
- Energienetze Wasserburg GmbH & Co. KG, Wasserburg a. Inn
- Energienetze Wasserburg Verwaltung GmbH, Wasserburg a. Inn
- Energieversorgung Burghausen GmbH, Burghausen
- Energieversorgung Ergolding-Essenbach GmbH, Ergolding
- Erdgasnetz Waldkraiburg GmbH & Co. KG, Waldkraiburg
- Erdgasnetz Waldkraiburg Verwaltung GmbH, Waldkraiburg
- Erdgasversorgung Erding GmbH & Co. KG, Erding
- Erdgasversorgung Erding Verwaltungsgesellschaft mbH, Erding
- Gas und Wärme GmbH Bad Aibling, Bad Aibling
- Gasnetz Peißenberg GmbH & Co. KG, Peißenberg
- Gasnetz Peißenberg Verwaltung GmbH, Peißenberg
- Gasnetz Schrobenhausen GmbH & Co. KG, Schrobenhausen
- Gasnetz Schrobenhausen Verwaltung GmbH, Schrobenhausen
- Gasversorgung Dingolfing GmbH & Co. KG, Dingolfing
- Gasversorgung Dingolfing Verwaltung GmbH, Dingolfing
- Gasversorgung Pfaffenhofen a. d. Ifm GmbH & Co. KG; Pfaffenhofen a. d. Ilm
- Gasversorgung Pfaffenhofen a. d. Ilm Verwaltung GmbH, Pfaffenhofen a. d. Ilm
- Geothermie-Fördergesellschaft Simbach-Braunau mbH, Simbach am Inn
- Geothermie-Wärmegesellschaft Braunau-Simbach mbH, Braunau am Inn
- INNergie GmbH, Rosenheim
- Isar Loisach Gasnetz GmbH & Co. KG, Wolfratshausen
- Karwendel Energie und Wasser GmbH, Mittenwald
- Oberland Gasnetz GmbH & Co. KG, Murnau
- Oberland Gasnetz Verwaltung GmbH, Murnau
- Plattform Energie GmbH, Bad Aibling
- Tegernseer Erdgasversorgung Management GmbH, Tegernsee
- Tegernseer Erdgasversorgungsgesellschaft mbH & Co. KG, Tegernsee
- VibGasNetz GmbH & Co. KG, Vilsbiburg
- VibGasNetz Verwaltungs GmbH, Vilsbiburg
- Wärmeversorgung Oberes Isartal GbR, Mittenwald
- Watzmann Natur Energie GmbH, Schönau a. Königssee